# Забуженко, Эдуард Игоревич
Эдуард Игоревич Забуженко (укр. Едуард Ігоревич Забуженко; род. 18 апреля 1998, Хмельницкий) — украинский легкоатлет, специалист по спортивной ходьбе. Выступает за сборную Украины по лёгкой атлетике с 2015 года, обладатель бронзовой медали Кубка Европы в командном зачёте, победитель и призёр первенств национального значения, участник летних Олимпийских игр в Токио. Мастер спорта Украины международного класса.

## Биография
Эдуард Забуженко родился 18 апреля 1998 года в городе Хмельницкий.
Начал заниматься лёгкой атлетикой в возрасте 14 лет в местной детско-юношеской спортивной школе — пришёл в спорт по наставлению матери, тренера по лёгкой атлетике. Позже проходил подготовку в Броварах в Киевской областной школе высшего спортивного мастерства, являлся подопечным тренера Анатолия Васильевича Соломина. Студент Сумского государственного университета, член спортивного общества «Колос».
Впервые заявил о себе на международном уровне в сезоне 2015 года, когда вошёл в состав украинской национальной сборной и выступил на Кубке Европы по спортивной ходьбе в Мурсии, где в состязаниях юниоров на 10 км занял итоговое 18-е место. Также в этом сезоне показал 16-й результат в ходьбе на 10 000 метров на юношеском мировом первенстве в Кали.
В 2016 году в ходьбе на 10 км закрыл двадцатку сильнейших среди юниоров на командном чемпионате мира по спортивной ходьбе в Риме, в дисциплине 10 000 метров занял 23-е место на юниорском мировом первенстве в Быдгоще.
В 2017 году на Кубке Европы в Подебрадах финишировал десятым в личном зачёте юниоров на 10 км и тем самым помог своим соотечественникам выиграть бронзовые медали командного зачёта. Помимо этого, завоевал бронзовую медаль на дистанции 10 000 метров на юниорском европейском первенстве в Гроссето.
Начиная с 2018 года выступал среди взрослых спортсменов, в частности в этом сезоне в ходьбе на 20 км занял 78-е место на командном чемпионате мира в Тайцане.
В 2019 году на Кубке Европы в Алитусе стал одиннадцатым в личном зачёте 20 км и выиграл бронзовую награду командного зачёта. На молодёжном европейском первенстве в Евле в той же дисциплине пришёл к финишу четвёртым. На чемпионате мира в Дохе с результатом 1:41:04 занял 34-е место.
В 2020 году в ходьбе на 20 км одержал победу на зимнем чемпионате Украины в Ивано-Франковске, тогда как на летнем чемпионате Украины в том же городе стал серебряным призёром, уступив Ивану Лосеву.
В 2021 году финишировал девятым на командном чемпионате Европы в Подебрадах. Выполнив олимпийский квалификационный норматив (1:21:00), удостоился права защищать честь страны на летних Олимпийских играх в Токио — в программе ходьбы на 20 км показал результат 1:39:38, расположившись в итоговом протоколе соревнований на 52-й строке.